# Traducibilidad
La traducibilidad es lo contrario de la intraducibilidad, refiriéndose a las lenguas diferentes, pero su esencia inherente es la misma. Gracias a las comunidades lingüísticas, lenguas diferentes construyen una base de la traducibilidad. En opinión de Eugene Nida, frente al mismo comportamiento lógico, la reflexión y el pensamiento de las personas diferentes son similares. Así que se vuelve a afirmar que entre los textos existen la traducibilidad. Con respecto a la traducibilidad, se habla de "la traducibilidad absoluta" y "la traducibilidad relativa o parcial".

## Traducibilidad absoluta
La "traducibilidad absoluta" está a base de la existencia de una igualdad esencial entre todas las lenguas. En otras palabras,  si quitan las máscaras de todas las lenguas, ellas están disponibles de una esencia común. Porque según la traductología tradicional, el objetivo de la traducción sirve de la comunicación a fin de que los lectores o los oyentes puedan entender la intención original. Por ejemplo, la lingüística chomskiana consiste en los universales lingüísticos. Estos rasgos lingüísticos aparecen en muchas lenguas occidentales. a saber, italiano, español, francés….
En el siglo XX, es el Walter Benjamín quien propone un juicio más importante en su libro (La tarea de traductor) :"Todo el parentesco suprahistórico de dos lenguas se funda más bien en el hecho de que ninguno de ellos por separado, sin la totalidad de ambos, puede satisfacer recíprocamente sus intenciones, es decir, el propósito de llegar al “lenguaje puro” Por lo tanto, desde su punto de vista, también pueden claramente conocer las causas de las diferencias de la lengua causa por las diferencias de geografía, historia y clima etc. Así que sus esencias son las similitudes, mejor dicho, con las cuales todo texto es traducible."

## Traducibilidad relativa o parcial
La traducibilidad relativa o parcial se refiere a otro lado de la traducibilidad. Dicen que ojalá la traducibilidad nunca pueda ser total, sino solo parcial. Porque a lo mejor hay algunas palabras especiales que pueden traducir, pero nunca se puede reproducir sus formas o sus esencias de origen en otra lengua.
Por ejemplo, Walter benjamín también en el libro explica concretamente:
```
"Si sólo consistiera en reproducción de la realidad, aquí puede demostrarse que ninguna traducción sería posible si su aspiración suprema fuera la semejanza con el original. Porque en supervivencia -que no debería llamarse así de no significar la evolución y la renovación por que pasan todas las cosa vivas de original se modifica." (
La tarea de traductor
)
```

Según su teoría, no es que nieguen la traducibilidad de texto, sino a veces no se puede transmitir completamente y exactamente los recursos el texto original en una traducción por la falta de recursos sintácticos o semánticos de la lengua de llegada. "Normalmente puede ocurrir que en textos poéticos la multiplicidad de referencia de un elemento léxico no tenga equivalente posible en otra lengua." (Robert Ian MacCandless, Traducibilidad e Intraducibilidad)  Por ejemplo,  cuando preguntan “ Is life worth living ?” , contestan que “ It depende on the liver.”, a la vez el que vive e hígado. (es citado por Leonard Foster). En realidad, lo que se refiere a un juego de palabra.  Por ejemplo, “ la traducción de metáforas”en poema, también es difícil traducir. La formación de la lengua afecta por el contexto o sociocultural, así que su traducibilidad depende de que si exista una equivalencia de traducción entre dos palabras o dos frases.